# Сурдина
Сурдина (італ. sordino відsordo — «глухий») — пристосування, що застосовується під час гри на музичних інструментах для послаблення або приглушення їх звучності, або ж для зміну тембру.

### Сурдина на струнних інструментах

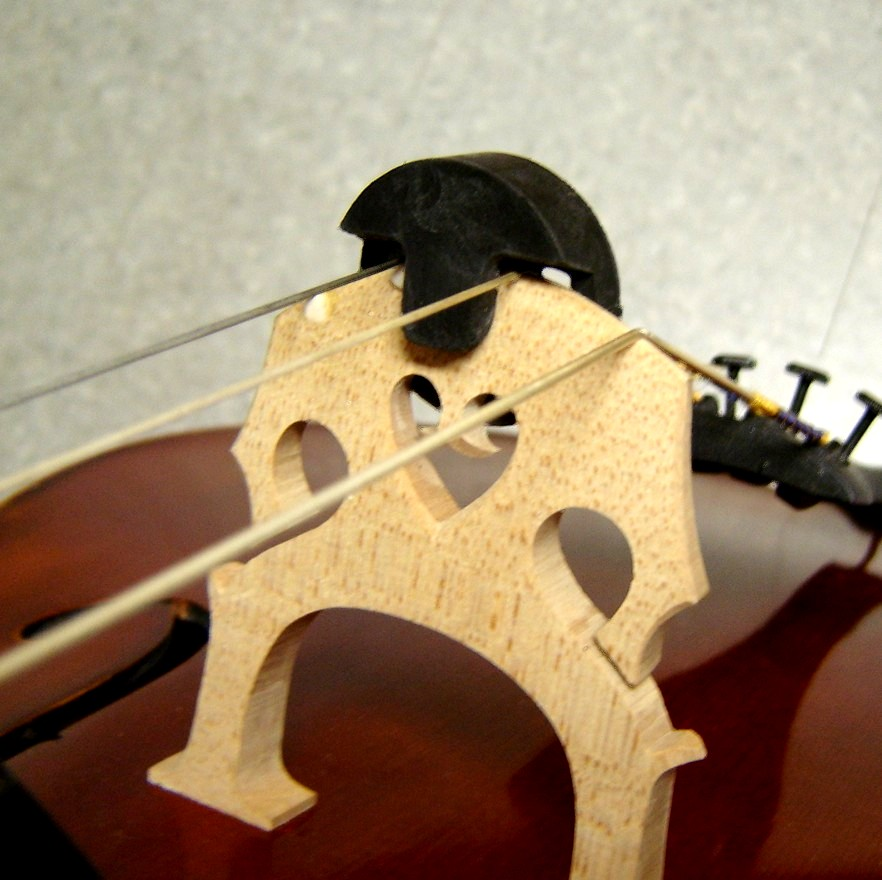
Сурдина на віолончелі

На смичкових струнних інструментах (скрипці, альті, віолончелі) сурдина — слабкий затискач у вигляді дерев'яного або металевого гребінця, який надягається на підставку та сковує її вібрацію. Таким чином, звук інструменту стає м'якше та глухіше. На контрабасі сурдина, зазвичай, не використовується, оскільки його звук сам по собі дещо глухуватий і не потребує ослаблення.
Сурдина для скрипки вперше згадується в роботах Марена Мерсенна 1636 року. Один з перших випадків застосування сурдини для струнних в музиці — опера-балет Люллі «Арміда». До XIX століття сурдина використовувалася досить рідко, проте з настанням епохи романтизму, коли композитори стали шукати нові звучання і нові тембри в оркестрі, вона стала звичайним явищем.

### Сурдина на духових інструментах

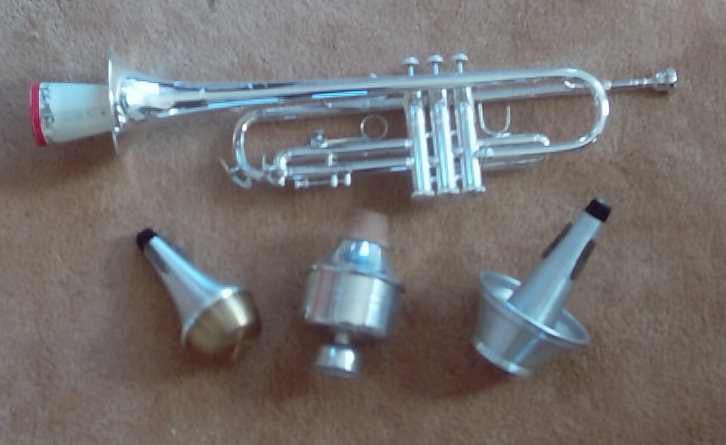
Труба зі звичайною картонною сурдиною, внизу (ліворуч направо): металева «груша», джазова сурдина для ефекту «уа-уа», сурдина «грибок»

У мідних духових інструментів (труби, тромбона, валторни, саксофона) сурдина — це виріб із дерева, картону або металу, що вставляється в розтруб та закриває його, залишаючи лише невеликий простір для проходу повітря. Звук інструменту з сурдиною стає дещо різким та дзвінким. Існують кілька різновидів сурдин різної форми («груша», «грибок» та ін.), що по-різному впливають на тембр інструмента. Зазвичай виконавець сам обирає, яку сурдину потрібно поставити, щоб досягти необхідного ефекту, але іноді потрібний тип сурдини вказується композитором.
Найчастіше сурдини використовуються на трубі, тромбоні та саксофоні, рідше — на валторні, оскільки приглушити звук на цьому інструменті можна, просто вводячи в розтруб кулак вільної правої руки. В джазі на трубі та тромбоні застосовуються найрізноманітніші типи сурдин, які іноді міняють тембр інструменту до невпізнаваності або використовуються для спеціальних ефектів — квакання («wah-wah»), гарчання і таке інше.